# ألباني (تكساس)
ألباني (بالإنجليزية: Albany) هي مدينة أمريكية تقع في ولاية تكساس. تبلغ مساحة هذه المدينة 3.8 (كم²)، ويبلغ عدد سكانها 2034 نسمة حسب إحصاء سنة 2010 م. تشير إحصاءات سنة 2000م بأن الكثافة السكانية في هذه المدينة تقدر بـ(535.26) نسمة/كم2.

## التركيبة السكانية
حدّد مكتب تعداد الولايات المتحدة بيانات التركيبة السكانية لألباني في تعداد الولايات المتحدة. في ما يلي، التركيبة السكانية حسب تعدادي 2000 و2010.

### تعداد عام 2000
بلغ عدد سكان ألباني 1,921 نسمة بحسب تعداد عام 2000، وبلغ عدد الأسر 746 أسرة وعدد العائلات 532 عائلة مقيمة في المدينة. في حين سجلت الكثافة السكانية 473.2 نسمة لكل كيلومتر مربع (1,225.6/ميل2). وبلغ عدد الوحدات السكنية 880 وحدة بمتوسط كثافة قدره 216.7 لكل كيلومتر مربع (561.3/ميل2).
وتوزع التركيب العرقي للمدينة بنسبة 93.13% من البيض و0.68% من الأمريكيين الأفارقة و0.47% من الأمريكيين الأصليين و4.84% من الأعراق الأخرى و0.88% من عرقين مختلطين أو أكثر و8.07% من الهسبانيون أو اللاتينيون من أي عرق.
بلغ عدد الأسر 746 أسرة كانت نسبة 35.3% منها لديها أطفال تحت سن الثامنة عشر تعيش معهم، وبلغت نسبة الأزواج القاطنين مع بعضهم البعض 59.1% من أصل المجموع الكلي للأسر، ونسبة 8.7% من الأسر كان لديها معيلات من الإناث دون وجود شريك، بينما كانت نسبة 3.5% من الأسر لديها معيلون من الذكور دون وجود شريكة وكانت نسبة 28.7% من غير العائلات. تألفت نسبة 27.3% من أصل جميع الأسر من عدة أفراد يعيشون في نفس المنزل ونسبة 16.1% كانت تتألف من شخص يعيش بمفرده يبلغ من العمر 65 عاماً أو أكثر. وبلغ متوسط حجم الأسرة المعيشية 2.51، أما متوسط حجم العائلات فبلغ 3.08.
بلغ العمر الوسطي للسكان 39.4 عاماً. وكانت نسبة 26.9% من القاطنين تحت سن الثامنة عشر، وكانت نسبة 6.3% بين الثامنة عشر والرابعة والعشرين عاماً، ونسبة 25.3% كانت واقعةً في الفئة العمرية ما بين الخامسة والعشرين والرابعة والأربعين عاماً، ونسبة 23% كانت ما بين الخامسة والأربعين والرابعة والستين، ونسبة 16.1% كانت ضمن فئة الخامسة والستين عاماً فما فوق. يوجد لكل 100 أنثى 87.8 ذكر، ويوجد لكل 100 أنثى في الثامنة عشر من عمرها فما فوق 84.4 ذكر.
بلغ متوسط دخل الأسرة في المدينة 31,563 دولارًا، أما متوسط دخل العائلة فبلغ 40,592 دولارًا. وكان متوسط دخل الذكور 28,846 دولارًا مقابل 17,411 دولارًا للإناث. وسجل دخل الفرد الخاص بالمدينة 17,470 دولارًا. وكانت نسبة 8.1% من العائلات ونسبة 9.2% من السكان تحت خط الفقر، وكان من هؤلاء نسبة 10.9% تحت سن الثامنة عشر ونسبة 11.1% في الخامسة والستين من العمر وما فوق.

### تعداد عام 2010
بلغ عدد سكان ألباني 2,034 نسمة بحسب تعداد عام 2010، وبلغ عدد الأسر 822 أسرة وعدد العائلات 552 عائلة مقيمة في المدينة. في حين سجلت الكثافة السكانية 501 نسمة لكل كيلومتر مربع (1,297.6/ميل2). وبلغ عدد الوحدات السكنية 999 وحدة بمتوسط كثافة قدره 246.1 لكل كيلومتر مربع (637.4/ميل2).
وتوزع التركيب العرقي للمدينة بنسبة 93.31% من البيض و0.44% من الأمريكيين الأفارقة و0.74% من الأمريكيين الأصليين و0.15% من الأمريكيين ذوي الأصول الآسيوية و0.05% من سكان جزر المحيط الهادئ و2.75% من الأعراق الأخرى و2.56% من عرقين مختلطين أو أكثر و10.52% من الهسبانيون أو اللاتينيون من أي عرق.
بلغ عدد الأسر 822 أسرة كانت نسبة 33.8% منها لديها أطفال تحت سن الثامنة عشر تعيش معهم، وبلغت نسبة الأزواج القاطنين مع بعضهم البعض 51.6% من أصل المجموع الكلي للأسر، ونسبة 11.3% من الأسر كان لديها معيلات من الإناث دون وجود شريك، بينما كانت نسبة 4.3% من الأسر لديها معيلون من الذكور دون وجود شريكة وكانت نسبة 32.8% من غير العائلات. تألفت نسبة 29.6% من أصل جميع الأسر من عدة أفراد يعيشون في نفس المنزل ونسبة 13.7% كانت تتألف من شخص يعيش بمفرده يبلغ من العمر 65 عاماً أو أكثر. وبلغ متوسط حجم الأسرة المعيشية 2.44، أما متوسط حجم العائلات فبلغ 3.03.
بلغ العمر الوسطي للسكان 40.9 عاماً. وكانت نسبة 26.7% من القاطنين تحت سن الثامنة عشر، وكانت نسبة 6.3% بين الثامنة عشر والرابعة والعشرين عاماً، ونسبة 22.3% كانت واقعةً في الفئة العمرية ما بين الخامسة والعشرين والرابعة والأربعين عاماً، ونسبة 28.7% كانت ما بين الخامسة والأربعين والرابعة والستين، ونسبة 15.9% كانت ضمن فئة الخامسة والستين عاماً فما فوق. وتوزع التركيب الجنسي للسكان بنسبة 46.2% ذكور و53.8% إناث.

## أعلام
- تشيك هولبرت
- روبرت بي. وليامز
- ديك ستوفال
- أي
- فرانك هود
- توماس إل. بلانتون